# Бутефлика, Абдель Азиз
Абде́ль Ази́з Бутефли́ка (араб. عبد العزيز بوتفليقة‎; 2 марта 1937, Уджда, Марокко — 17 сентября 2021) — алжирский политический и государственный деятель, президент Алжира в 1999 — 2019 годах. Три раза переизбирался на пост президента. За это время ему удалось остановить вооруженное противостояние между властями и исламистами, восстановить безопасность и вернуть иностранные инвестиции в страну.

## Биография

### Молодые годы
Абдель Азиз Бутефлика родился 2 марта 1937 года в городе Уджда в Марокко. Его отец, Ахмед Бутефлика, родился в городе Тлемсен, а в молодости эмигрировал в Марокко. Он был женат дважды: Белкаид Рабия и Гезлауи Мансуриа.
Бутефлика стал первым ребёнком у своей матери Гезлауи Мансуриа и вторым у своего отца, его единокровная сестра Фатима родилась раньше него. В официальной биографии опускается тот факт, что он родился и жил в Марокко, вероятно, по политическим причинам.
Получив среднее образование, он занялся изучением философии в Марокко. В 1956 году был одним из главных организаторов забастовки алжирских студентов против колониальных властей. Был участником антиколониального восстания и одним из организаторов алжирской народно-освободительной армии (АНО), организатором которой стал Фронт национального освобождения (ФНО), не смог закончить свой последний год учёбы в средней школе и получить диплом. Являлся генеральным секретарём отделения Всеобщего союза алжирских студентов-мусульман (УГЕМА). Будучи офицером Генерального штаба АНО, он тесно сотрудничал с Хуари Бумедьеном, являвшимся в то время начальником Генерального штаба, и осуществил несколько военно-политических миссий. С 1960 года — майор, командующий войсками АНО на юге страны.
С 1961 по 1981 год являлся членом политбюро ФНО.

### Начало политической карьеры
После получения Алжиром независимости в 1962 году, он стал главным комиссаром ФНО в районе Орана, вскоре после этого — представителем города Тлемсена в Учредительной Ассамблее и министром по делам молодёжи, спорта и туризма в правительстве Ахмеда Бен Беллы. В следующем году, 5 сентября 1963 года он был назначен министром иностранных дел (одним из самых молодых в мире — в 26 лет) и оставался на этом посту до смерти президента Хуари Бумедьена в 1978 году.
Участвуя в переговорах с Францией, конференциях Движения неприсоединения, ОАЕ и ЛАГ, добился международного признания (в кулуарах его часто называли «рупором» Движения неприсоединения). В 1968 году занял пост председателя комитета освобождения Африки при Организации африканского единства. Был председателем на 29-й Генеральной Ассамблее ООН в 1974 году и на седьмой специальной сессии в 1975 году.

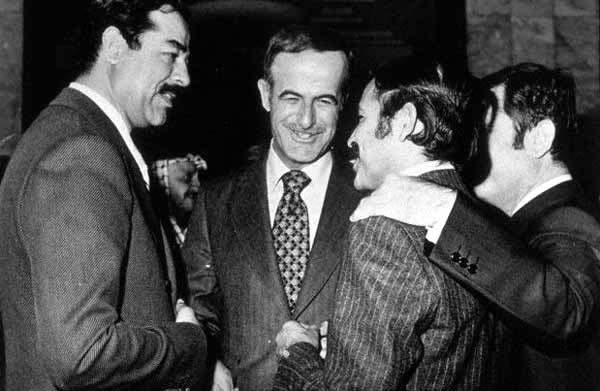
Слева направо: президент Ирака Саддам Хусейн, президент Сирии Хафез Асад, министр иностранных дел Алжира Абдель Азиз Бутефлика и вице-президент Сирии Абд аль-Халим Хаддам, 1979 год

После смерти Хуари Бумедьена был одним из основных кандидатов на пост президента, считался лидером «правого» крыла в ФНО (лидером «левого» считался полковник Мохаммед Салах Яхъяуи), но руководство ФНО нашло компромисс в лице Шадли Бенджедида.
Хотя он и стал Государственным Министром, его старательно отодвигали на второй план. В итоге он покинул политическую арену в 1981 году.

### Суд финансовых аудиторов
В 1981 году ему предъявили иск по поводу финансовых махинаций, и он был осуждён, но позже амнистирован указом президента Шадли Бенджедида. Ему инкриминировалось хищение средств, выделяемых алжирским посольствам за границей в период с 1965 по 1979 год. В августе 1983 года, суд финансовых аудиторов нашёл состав преступления и размеры похищенного — 60 млн динаров. Бутефлика в свою защиту утверждал, что он зарезервировал эти средства для строительства нового здания МИДа. Хотя он остался на свободе, двое его коллег и соратников были осуждены.

### «Изгнание»
В 1983 году он покинул Алжир и проживал в Объединённых Арабских Эмиратах, Франции и Швейцарии. После шести лет за границей, он наконец возвратился и сразу был избран обратно в члены ЦК ФНО в 1989 году.
В январе 1994 года Бутефлика отказался от предложения ряда армейских генералов стать преемником убитого президента Мохаммеда Будиафа (по-видимому не хотел просить поддержки политических партий). Вместо него стал президентом генерал Ламин Зеруаль.

### Президент Алжира

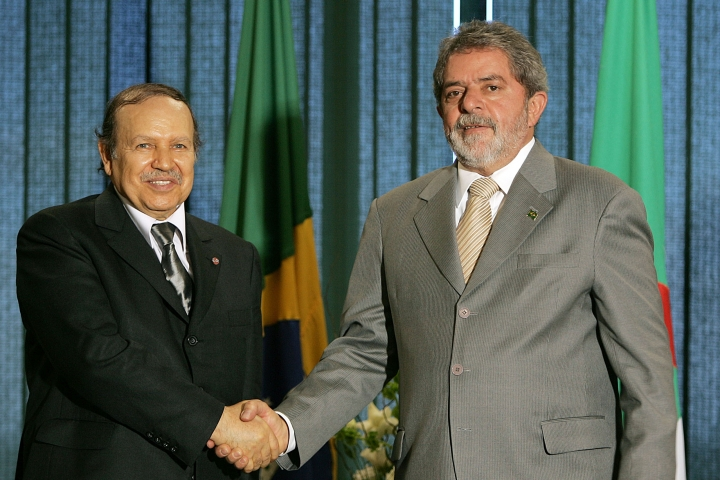
Бутефлика вместе с президентом Бразилии Лулой да Сильвой. Бразилиа, 2005 год

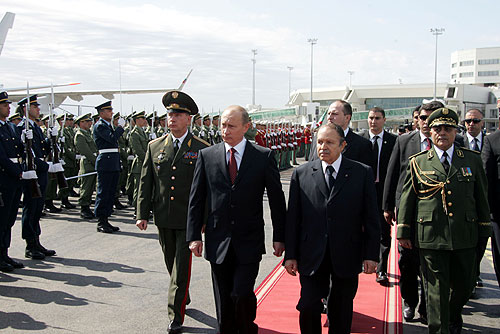
Бутефлика и Владимир Путин в аэропорту Хуари Бумедьена 10 марта 2006 года

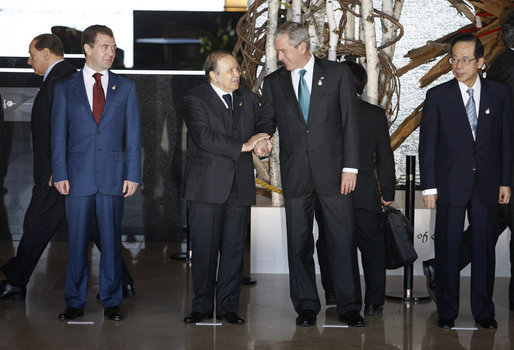
Бутефлика вместе с президентом США Джорджем Бушем, президентом России Дмитрием Медведевым, и премьер-министром Японии Ясуо Фукудой 7 июля 2008 года

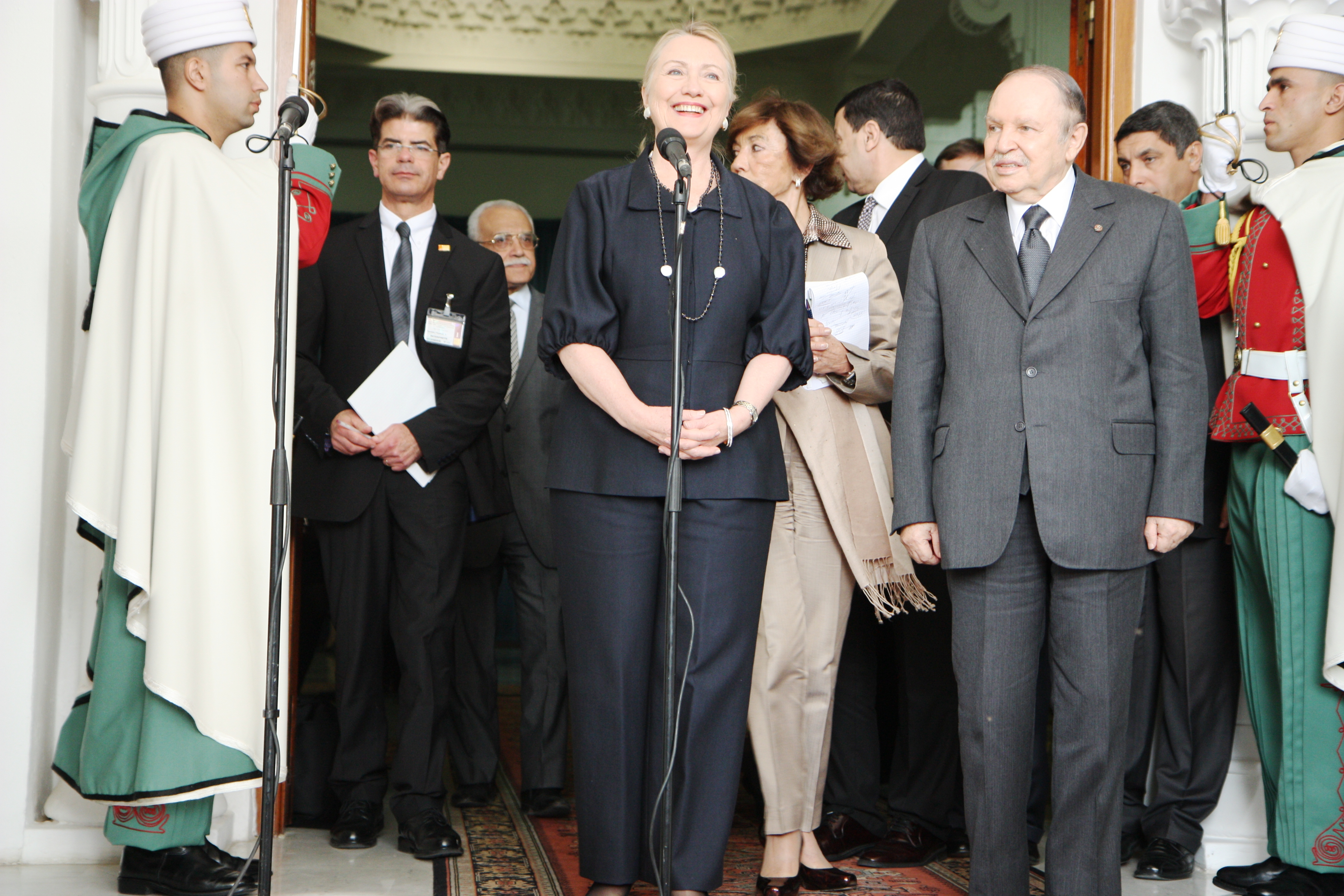
Визит Хиллари Клинтон в Алжир, октябрь 2012 года

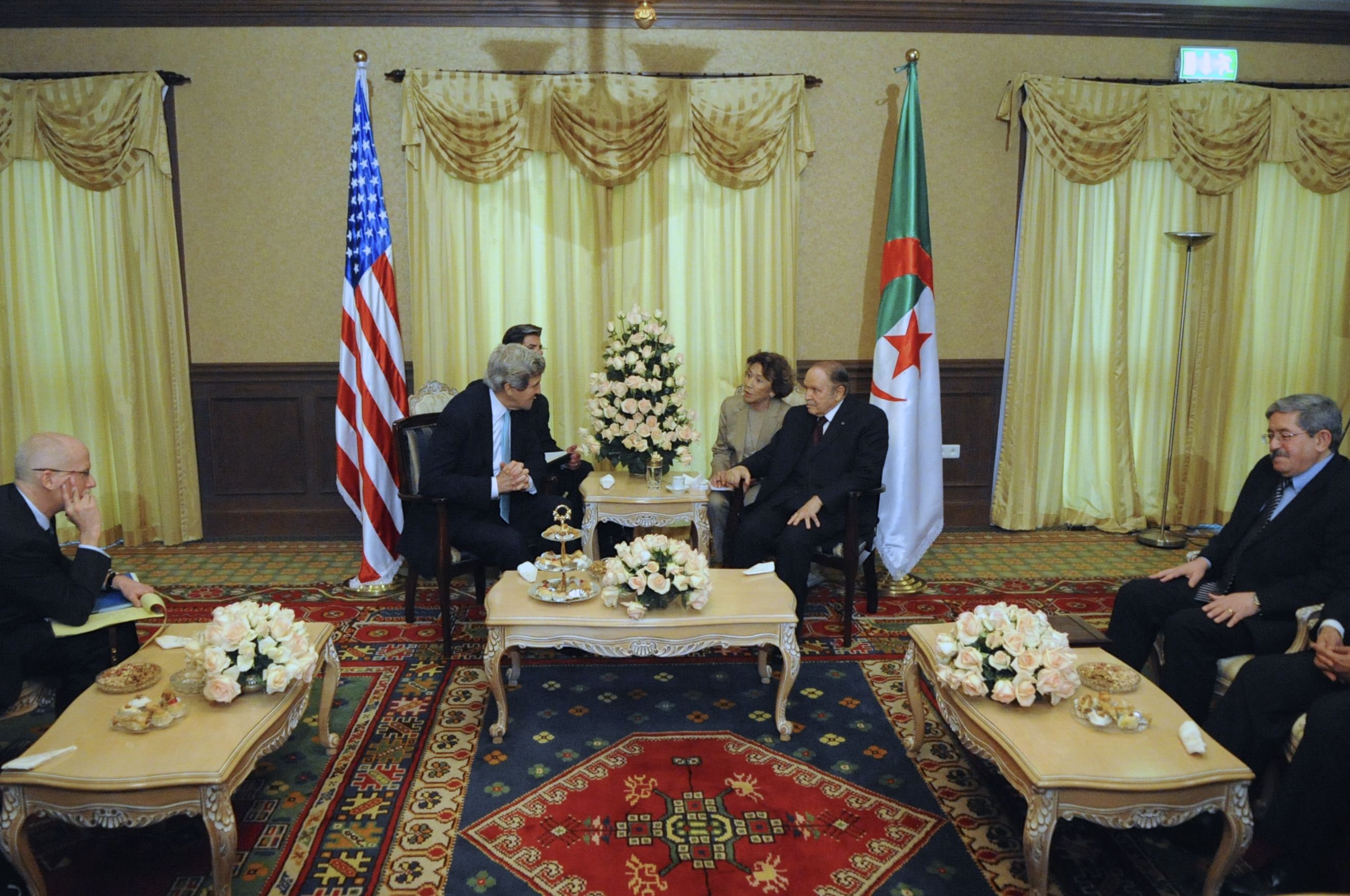
Абдельазиз Бутефлика и государственный секретарь США Джон Керри. Алжир, 2014 год

#### Избрание и первый срок (1999 год)
В конце 1998 года генерал Зеруаль неожиданно объявил о решении уйти отставку. Причины его решения остаются неясными, но считается, что его политика по примирению в отношении повстанцев-исламистов вызвала гнев сторонников жесткой линии в вооруженных силах, которые все ещё доминировали в политике. Бутефлика баллотировался на пост президента как независимый кандидат, поддержанный вооружёнными силами. 15 апреля 1999 года он был избран президентом с результатом в 74 % голосов. Однако другие кандидаты заявляли о фальсификациях. Впоследствии организовал референдум по своей политике и выиграл его с 81 % голосов, что также было оспорено его противниками. Некоторые национальные меньшинства бойкотировали выборы, однако число бойкотировавших не превышало 5 %.
Правительство Бутефлики предпринимало попытки урегулировать внутриалжирский конфликт путём проведения политики «гражданского согласия», оздоровить экономику путём реформирования и восстановить позиции Алжира в международной сфере. В правительство вошли представители исламистского движения «Ан-Нахда», проберберской партии «Объединение за культуру и демократию» и другие оппозиционные партии. В сентябре 1999 года в стране был проведён референдум, в ходе которого политику президента Бутефлики, направленную на прекращение развязанного исламскими фундаменталистами кровопролития в стране, поддержало подавляющее большинство населения.
В ходе пятилетнего «плана восстановления экономики» было израсходовано 7 млрд долларов США, проведена налоговая реформа и достигнут ежегодный рост экономики в 5 %.

#### Второй срок (2004 год)
8 апреля 2004 года Бутефлика был переизбран с результатом 85 % голосов. Международные наблюдатели привели выборы как пример честности и демократии в арабском мире, в то время как результат вновь оспаривался его конкурентом Али Бенфлисом. Некоторые национальные меньшинства опять бойкотировали выборы, но их число не превышало 11 %.
В 2005 году и 2006 году госпитализировался в связи с желудочными кровоизлияниями.
В 2006 году назначил нового премьер-министра, Абдельазиза Бельхадема, который объявил о планах принять поправки к Конституции, чтобы позволить президенту баллотироваться на должность сколько угодно раз, а также увеличить срок его полномочий. В ноябре 2008 года такие поправки были приняты.

#### Третий срок (2009 год)
На выборах в сентябре 2009 года был избран президентом на третий пятилетний срок, получив 90,24 % голосов при явке в 74 %. Практически все оппозиционные силы (как левые, так и происламские) вновь заявили о фальсификациях.
На протяжении 2011 года и начала 2012 года в стране проходили выступления против правительства («Арабская весна»). Несколько политических сил создали «Координационный совет за перемены и демократию», который выступил организатором маршей протеста. Демонстрации были направлены не только против правительства, но и против участия армии в управлении, и, в частности, против чрезвычайного положения, введённого ещё в 1992 году и ограничивающего гражданские свободы.
Бутефлике удалось сохранить власть: чрезвычайное положение было отменено (февраль 2011), но это было фактически единственной крупной уступкой протестующим. Протест удалось гасить экономическими мерами, такими, как снижение цен на основные продукты питания, повышение зарплат, раздача жилищных ваучеров.
В августе 2011 отказался принять в стране Муаммара Каддафи, несмотря на то что жена Каддафи и трое его детей переехали туда. Каддафи звонил Бутефлике, но тот отказался с ним разговаривать. Наряду с этим, Бутефлику критикуют за двуличие, двойные стандарты, коррупционность режима и противодействие гражданскому обществу.
27 апреля 2013 года Бутефлика госпитализирован в национальный алжирский центр спортивной медицины с диагнозом — нарушение кровообращения. По результатам обследования, осложнений не было выявлено. На следующий день, Бутефлика был доставлен для медицинского обследования и лечения в известный парижский военный госпиталь Валь-де-Грас 21 мая Бутефлика был выписан из госпиталя. 16 июля Бутефлика в инвалидном кресле на самолёте вылетел из аэропорта Ле-Бурже под Парижем в Алжир.
13 января 2014 года Бутефлика был госпитализирован в парижский Валь-де-Грас для прохождения плановых медицинских обследований, он пробыл в госпитале до 17 января.

#### Четвёртый срок (2014 год)
22 февраля 2014 года премьер-министр Алжира Абдельмалек Селлаль объявил, что Бутефлика выставил свою кандидатуру для участия в президентских выборах.
13 марта Селлаль ушёл в отставку с поста премьер-министра, чтобы возглавить предвыборный штаб Бутефлики. 18 марта Селлаль заявил, что в случае победы Бутефлики будут приняты поправки к конституции, направленные на укрепление и развитие демократии в стране, расширение полномочий народных избранников и определение конституционных прав оппозиции, а также будут пересмотрены законы, направленные на «борьбу с диктатурой бюрократии», мешающей притоку инвестиций.
В прошедших 17 апреля президентских выборах, Абдельазиз Бутефлика одержал победу в первом туре голосования, набрав 81,53 % голосов избирателей. Независимый кандидат и бывший премьер-министр Али Бенфлис — 12,18 %. Таким образом, Абдель Азиз Бутефлика в четвёртый раз подряд победил на президентских выборах и обеспечил себе ещё пять лет правления страной.
Бенфлис не признал результат выборов, обвинил власти в «осуществлении массовых фальсификаций» и призвал своих сторонников «быть готовыми к продолжению политической борьбы».

### Проблемы со здоровьем
28 апреля 2014 года Абдельазиз Бутефлика, сидя в инвалидном кресле, принёс присягу, став в четвёртый раз президентом Алжира, церемония вступления в должность состоялась в столице Алжира.
В начале 2016 года президент не появлялся на публике больше двух лет, и некоторые из его приближённых не видели его уже более года. В ноябре 2016 года Бутефлика был госпитализирован во Франции для прохождения медицинского осмотра.
В июне 2017 года президент Бутефлика был показан Алжирским государственным телевидением председательствующим на заседании правительства. Он поручил правительству сократить объём импорта, сдерживать расходы госбюджета и предупредил об опасности роста внешнего долга. Он призвал к проведению реформ в банковском секторе, а также к увеличению инвестиций в возобновляемые источники энергии.

### Отставка
Несмотря на явные проблемы, 10 февраля 2019 года он выдвинул свою кандидатуру на очередных президентских выборах, намеченных на апрель того же года.
Однако 18 февраля в стране начались массовые протесты против выдвижения Бутефлики на пятый срок. В это же время стало известно, что президент не находится в стране, а госпитализирован в критическом состоянии в реанимацию женевской больницы при университете. СМИ сообщили, что президент больше не сможет исполнять обязанности главы государства и в скором времени отзовёт своё участие в выборах.
11 марта Бутефлика объявил, что не будет выдвигаться на новый срок, а сами выборы пройдут после разработки проекта новой конституции Алжира.
1 апреля Бутефлика заявил, что покинет пост президента к 28 апреля, когда должен закончиться его действующий президентский мандат.
Однако уже на следующий день, 2 апреля 2019 года, он ушёл в отставку после 20 лет правления.

## Личная жизнь
Абдель Азиз Бутефлика был женат с августа 1990 года, детей не имел. Его жена Амаль Трики перед смертью с ним не жила, проживая отдельно в Париже.
У него три единокровные сестры — Фатима, Амина и Айша, с которыми он не поддерживал контактов, и четыре брата — Абдельджани, Мустафа, Абдерахим и Саид и одна сестра Латифа.

## Смерть
Абдель Азиз Бутефлика умер 17 сентября 2021 года в своём доме от остановки сердца в возрасте 84 лет, спустя 2,5 года после оставки . О его смерти по государственному телевидению объявил президент Алжира Абдельмаджид Теббун. Состояние здоровья Бутефлики ухудшалось после инсульта в 2013 году. Он похоронен на кладбище Эль-Алия в Алжире вместе с другими бывшими президентами. По случаю смерти Бутефлики президент страны Абдельмаджид Теббун объявил трёхдневный национальный траур.

## Награды
| Страна     | Дата            | Награда                                                                                          | Награда                                                                                          | Литеры   |
| ---------- | --------------- | ------------------------------------------------------------------------------------------------ | ------------------------------------------------------------------------------------------------ | -------- |
| Италия     | 15 ноября 1999  | Кавалер Большого креста декорированного лентой ордена «За заслуги перед Итальянской Республикой» | Кавалер Большого креста декорированного лентой ордена «За заслуги перед Итальянской Республикой» |          |
| Куба       | 6 мая 2001      | Кавалер ордена Хосе Марти                                                                        | Кавалер ордена Хосе Марти                                                                        |          |
| Испания    | 4 октября 2002  | Кавалер цепи ордена Гражданских заслуг                                                           | Кавалер цепи ордена Гражданских заслуг                                                           |          |
| Австрия    | 2003            | Кавалер Большой звезды Почёта «За заслуги перед Австрийской Республикой»                         | Кавалер Большой звезды Почёта «За заслуги перед Австрийской Республикой»                         |          |
| Португалия | 2 февраля 2004  | Кавалер Большой цепи ордена Инфанта дона Энрике                                                  | Кавалер Большой цепи ордена Инфанта дона Энрике                                                  | GColIH   |
| Бразилия   | 2005            | Кавалер Большого креста ордена Южного Креста                                                     | Кавалер Большого креста ордена Южного Креста                                                     |          |
| Россия     | 2006            | Орден Дружбы                                                                                     | Орден Дружбы                                                                                     |          |
| Венгрия    | 2007            | Кавалер цепи ордена Заслуг                                                                       | Кавалер цепи ордена Заслуг                                                                       |          |
| Венесуэла  | 2009            | Кавалер Большого креста ордена Франсиско Миранды                                                 | Кавалер Большого креста ордена Франсиско Миранды                                                 |          |
| Палестина  | 2014            | Кавалер цепи ордена Звезды Палестины                                                             | Кавалер цепи ордена Звезды Палестины                                                             |          |
| Тунис      | 2015            | Кавалер Большой ленты ордена Республики                                                          | Кавалер Большой ленты ордена Республики                                                          |          |
| Мали       | 1 сентября 2015 | Кавалер Большого креста Национального ордена Мали                                                | Кавалер Большого креста Национального ордена Мали                                                |          |
| Сербия     | 2016            | Кавалер ленты ордена Республики Сербии                                                           | Кавалер ленты ордена Республики Сербии                                                           |          |
| Мальта     | 21 января 2016  | Компаньон Почёта с цепью ордена Заслуг                                                           | Компаньон Почёта с цепью ордена Заслуг                                                           | K.U.O.M. |